# Can-linn
«Can-Linn» — ірландський музичний гурт. Разом з Кейсі Сміт представляв Ірландію на пісенному конкурсі Євробачення 2014 у Копенгагені, Данія, з піснею «Heartbeat», однак до фіналу не вийшов.